# Nicklas Kulti
Lars Johan Nicklas Kulti, född 22 april 1971 i Stockholm, är en svensk högerhänt tidigare professionell tennisspelare.

## Tenniskarriären
Nicklas Kulti tävlade som tennisproffs på ATP-touren 1988 - 2001. Rankades som världens bäste juniorspelare 1989, efter segrar i Australian Open och Wimbledon. Dessutom nådde han finalen i US Open. Kulti vann som senior tre singeltitlar och spelade i ytterligare fyra finaler. Som bäst rankades han som nummer 32 i singel (maj 1993). Han hade större framgångar i dubbel, där han vann 13 ATP-titlar och spelade i ytterligare 12 finaler. Han rankades som bäst på elfte plats i dubbel (september 1997).
Kulti spelade två Grand Slam-finaler i dubbel. År 1995 nådde han tillsammans med Magnus Larsson finalen i Franska öppna och 1997 tillsammans med Jonas Björkman i US Open i tennis.
Kulti spelade 1991-2001 totalt 24 matcher (varav 16 i dubbel) i det svenska Davis Cup (DC)-laget. Han vann 19 (14 i dubbel) av dessa matcher. Tillsammans med Jonas Björkman spelade han dubbelmatcherna i världsfinalerna 1996 (mot Frankrike, svensk förlust med 2-3 i matcher), 1997 (mot USA, svensk seger med 5-0 i matcher) och 1998 (mot Italien, svensk seger med 4-1 i matcher). Dubbelparet vann sina matcher, 1997 mot amerikanerna Todd Martin/Jonathan Stark (6-4, 6-4, 6-4), och 1998 mot italienarna Diego Nargiso/Davide Sanguinetti (7-6, 6-1, 6-3). 1996 fick han ersätta den skadade Stefan Edberg i den femte och direkt avgörande matchen mot Arnaud Boetsch. Kulti förlorade matchen, trots tre matchbollar, med 6-7, 6-2, 6-4, 6-7, 8-10.

## Spelaren och personen
Nicklas Kulti tillhörde generationen av tennisspelare i Mats Wilanders och Stefan Edbergs efterföljd. Han har berättat att han själv i likhet med dessa siktade på att bli bland de allra bästa i världen. Han anser att han inte lyckades nå upp till detta mål, men han är trots detta ändå nöjd med sin tenniskarriär. Han var under flera år en av de mest betydande spelarna i det svenska DC-laget. I sin sista DC-match, dubbeln mot Tjeckien 2001 slet han av en sena som fäster i hälen. Kort därpå tvingades han på grund av denna skada avsluta sin tävlingskarriär för gott.
Kulti är uppvuxen i Kungsängen, norr om Stockholm. Han har fem barn och är bosatt i Bromma.
Nicklas Kulti driver idag Good to Great Tennis Academy tillsammans med Magnus Norman och Mikael Tillström.

## Titlar

### Singel (3)
- 1991 - Adelaide
- 1993 - Adelaide
- 1996 - Halle

### Dubbel (13)
- 1992 - Köpenhamn, San Marino
- 1994 - Monte Carlo
- 1996 - Antwerpen, New Delhi
- 1997 - Atlanta, Båstad
- 1998 - St. Petersburg, Stockholm
- 2000 - Paris (inomhus), Barcelona, Båstad, Halle